# Uganda Network of Aids Service Organisations
Uganda Network of Aids Service Organisations (UNASO) se creó en 1996 como organización que coordina y representa ante la sociedad civil a las diversas organizaciones que trabajan contra el SIDA en Uganda. Integra tanto a organizaciones no gubernamentales (ONG), organizaciones religiosas y entidades comunitarias y vecinales que atienden a personas afectadas por el SIDA. En total son más de 1600 organizaciones en 44 distritos. 
En el año 2005 recibió el Premio Internacional Navarra a la Solidaridad.